# Johann van Beethoven
Johann van Beethoven (Mechelen als Països Baixos austríacs, 14 de novembre 1740 – Bonn a Alemanya, 18 de desembre 1792) era un cantant i pianista a la capella del príncep-arquebisbe Climent August de Baviera. Fou pare de Ludwig van Beethoven.
Johann era l'únic fill que va sobreviure dels nou fills que Lodewijk van Beethoven i Maria Joseph Poll van tenir.
El 1767 va casar-se amb Maria Magdalena Keverich. Van tenir vuit fills, dels quals només tres van sobreviure. Ludwig va ser el segon. Després de la mort de Magdalena, el 17 de juliol 1787, va decaure en un estat d'alcoholisme profund. Dos anys més tard, van imposar-li una curatela. Va morir el 1792.